# シドンのアンティパトロス
シドンのアンティパトロス（古代ギリシア語: Ἀντίπατρος ὁ Σιδώνιος、Antipatros ho Sidonios、紀元前2世紀後半－前1世紀初）は、古代ギリシアのエピグラム詩人である。フェニキアのシドンに生まれた。彼の詩作品は『ギリシア詞華集』（Greek Anthology）に収められており、美術や文学への言及（作品喚起エピグラム）と幾つかのエピタフ（墓碑銘）が含まれる。しかし、『詞華集』においては、彼と、彼より1世紀後に生きたテッサロニケのアンティパトロスのあいだで混同が見られるようである。

## 概説
アンティパトロスはフェニキア派を代表する重要な詩人と考えられ、68編の哀悼と奉献のエピグラム詩の作者で、作品は『パラティン詞華集』・『ギリシア詞華集』に収録されている。これらのなかの1編は、紀元前146年の共和政ローマによるコリントスの破壊を扱っている 。彼はまた、サッポーに献げるエピタフを書いたが、詩において、サッポーが長寿をまっとうして故郷の地に埋葬されたと述べている。
修辞学の訓練を受けたアンティパトロスは、彼が手本としたエピグラム詩人タレントゥムのレオニダスを巧みに模倣している。彼のギリシア語はドーリス方言の特徴を多数備えていた。
キケロは、アンテパトロスが晩年ローマに居住しており、紀元前102年のローマ執政官であったクィントゥス・ルタティウス・カトゥルスが彼を、流暢な即興詩人として知っていたことを記している。彼は自身もエピグラム詩人であったカトゥルスに影響を与えた。キケロはまた彼を評して、卓越したエピグラム詩人であるが、ときにあまりにも模倣を好みすぎたと述べている

### 世界の七景観のエピグラム
アンティパトロスは、ビザンティウムのフィロン、ストラボン、ヘロドトス、そしてシケリアのディオドロスなどと共に、古代世界の七不思議の一覧に関連付けられている。紀元前140年頃に造った詩において、彼は次のようにうたっている。最後の三つのラインにおいて、アルテミス神殿をとりわけ取り上げ称賛している：

## 死亡
シドンのアンティパトロスは、自分の誕生日にだけ熱をだす奇病を患っており、前2世紀頃、年老いて体が耐えられなくなり死亡した。

## 作品
- 『エピグラフ』